# Gyalolechia
Gyalolechia is een geslacht van korstmossen behorend tot de familie Teloschistaceae. De typesoort is Gyalolechia aurea, maar deze soort is later overgebracht naar het geslacht Caloplaca als Caloplaca aurea.

## Geslachten
Volgens Index Fungorum telt het geslacht 17 soorten (peildatum januari 2023):
| Soortnaam                                      | Auteur(s)                                          | Publicatiejaar |
| ---------------------------------------------- | -------------------------------------------------- | -------------- |
| Gyalolechia allochroa                          | (Y. Joshi, Vondrák & Hur) Søchting, Frödén & Arup  | 2013           |
| Gyalolechia bracteata                          | (Hoffm.) A. Massal.                                | 1852           |
| Gyalolechia canariensis                        | (Follmann & Poelt) Søchting, Frödén & Arup         | 2013           |
| Gyalolechia cranfieldii                        | (S.Y. Kondr. & Kärnefelt) Søchting, Frödénn & Arup | 2013           |
| Gyalolechia desertorum                         | (Tomin) Søchting, Frödén & Arup                    | 2013           |
| Gyalolechia epiphyta                           | (Lynge) Vondrák                                    | 2016           |
| Gyalolechia epiplacynthium                     | (Etayo) Diederich                                  | 2018           |
| Gyalolechia flavovirescens (Betoncitroenkorst) | (Wulfen) Søchting, Frödén & Arup                   | 2013           |
| Gyalolechia fulgens                            | (Sw.) Søchting, Frödén & Arup                      | 2013           |
| Gyalolechia fulgida                            | (Nyl.) Søchting, Frödén & Arup                     | 2013           |
| Gyalolechia klementii                          | (Kalb) Søchting, Frödén & Arup                     | 2013           |
| Gyalolechia persimilis                         | (Wetmore) Søchting, Frödén & Arup                  | 2013           |
| Gyalolechia pruinosa                           | Körb.                                              | 1867           |
| Gyalolechia stantonii                          | (W.A. Weber ex Arup) Søchting, Frödén & Arup       | 2013           |
| Gyalolechia stipitata                          | (Wetmore) Søchting, Frödén & Arup                  | 2013           |
| Gyalolechia subbracteata                       | (Nyl.) Søchting, Frödén & Arup                     | 2013           |
| Gyalolechia xanthostigmoidea                   | (Räsänen) Søchting, Frödén & Arup                  | 2013           |